# Saint-Marcel (métro de Paris)
Pour les articles homonymes, voir Saint-Marcel.
Saint Marcel est une station de la ligne 5 du métro de Paris, située dans le 13e arrondissement de Paris.

## Situation
La station est implantée sous le boulevard de l'Hôpital, au sud du débouché de la rue des Wallons. Approximativement orientée selon un axe nord-est/sud-ouest, elle s'intercale entre les stations Gare d'Austerlitz et Campo-Formio. En direction de Bobigny - Pablo Picasso, il s'agit de la dernière station souterraine avant la section aérienne sud de la ligne.

## Histoire
La station est ouverte le 2 juin 1906 avec la mise en service du premier tronçon de la ligne 5 entre Gare d'Orléans (aujourd'hui Gare d'Austerlitz) et Place d'Italie.
Elle doit sa dénomination à sa proximité avec l'amorce du boulevard Saint-Marcel, lequel tient son nom du faubourg Saint-Marceau ou Saint-Marcel qu'il traverse. 
Dans le cadre du programme « Renouveau du métro » de la RATP, la station a été entièrement rénovée le 22 décembre 2004.

Selon les estimations de la RATP, la station a vu entrer 2 131 369 voyageurs en 2019 ce qui la place à la 237e position des stations de métro pour sa fréquentation sur 302,. En 2020, avec la crise du Covid-19, son trafic annuel tombe à 1 211 679 voyageurs, ce qui la classe au la 212e rang, avant de remonter progressivement en 2021 avec 1 666 744 entrants comptabilisés, la reléguant cependant à la 213e position des stations du réseau pour sa fréquentation cette année-là.

## Services aux voyageurs

### Accès
[[Fichier:|vignette|gauche|Édicule Guimard de la station, devant l'entrée de l'hôpital de la Salpêtrière.]]
La station dispose de deux accès constitués d'escaliers fixes débouchant de part et d'autre du boulevard de l'Hôpital :
- l'accès 1 « boulevard de l'hôpital - La Pitié-Salpêtrière », orné d'un édicule Guimard faisant l'objet d'une inscription au titre des monuments historiques par l'arrêté du 12 février 2016[6], se trouvant au droit du no 83, adresse constituant l'une des entrées de l'hôpital de la Pitié-Salpêtrière ;
- l'accès 2 « rue des Wallons », agrémenté d'un mât avec un « M » jaune inscrit dans un cercle et d'une balustrade de style Dervaux, se situant face au no 50 du boulevard.

Accès à la station
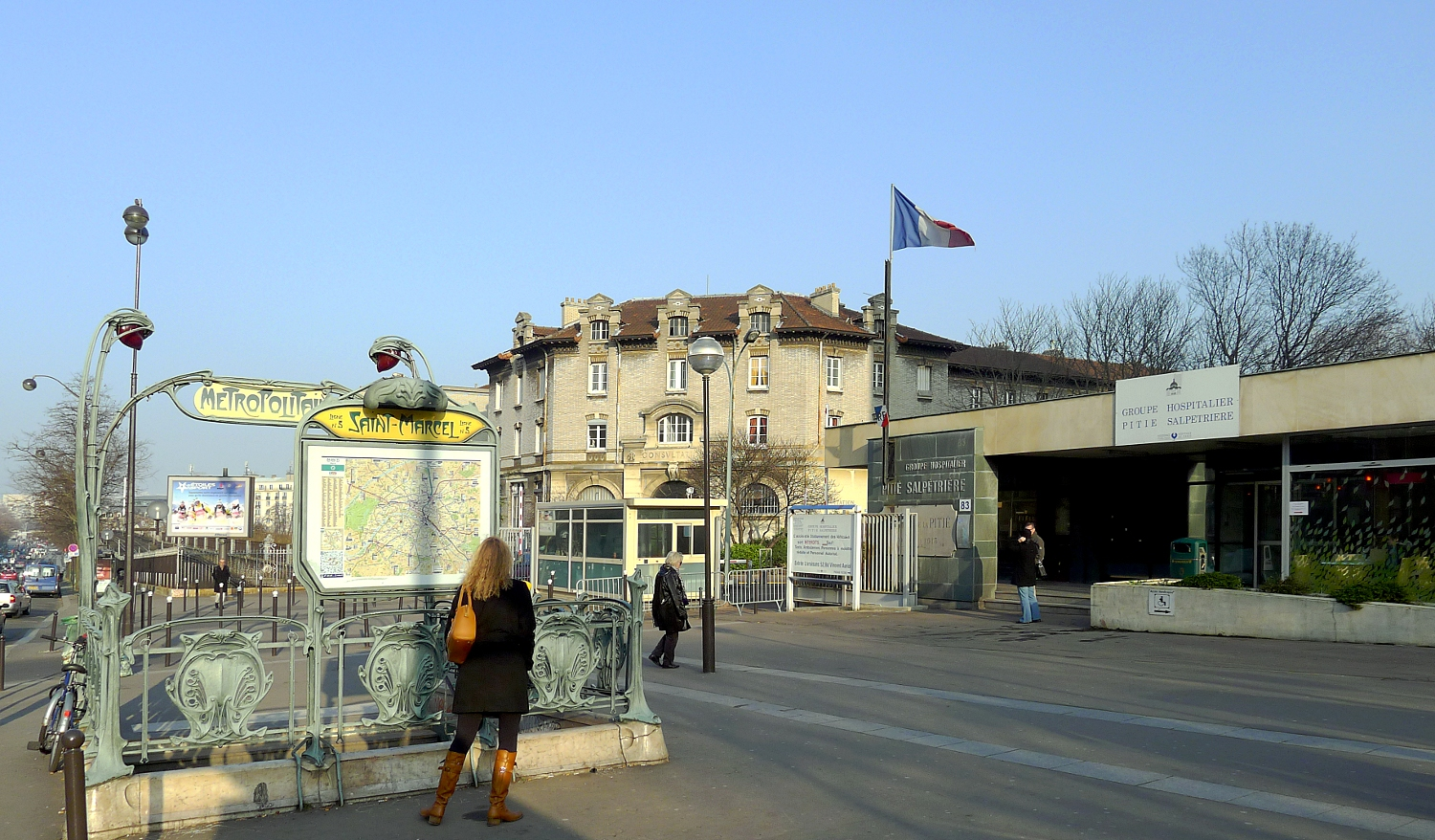
L'accès no 1 « Boulevard de l'hôpital ».
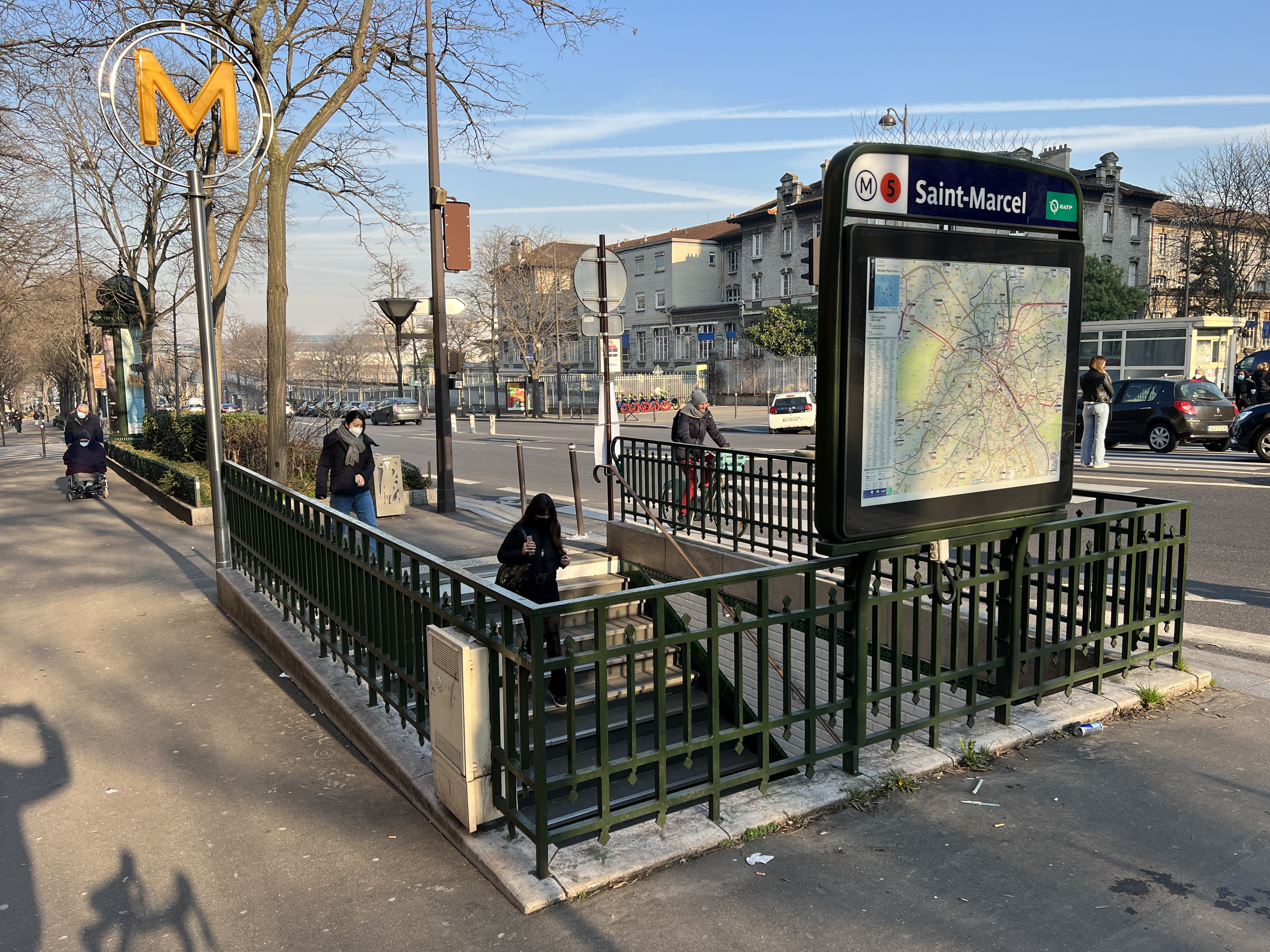
L'accès no 2 « Rue des Wallons ».

.

### Quais
Saint-Marcel est une station de configuration standard : elle possède deux quais séparés par les voies du métro et la voûte est elliptique. La décoration est du style utilisé pour la majorité des stations du métro : les bandeaux d'éclairage sont blancs et arrondis dans le style « Gaudin » du renouveau du métro des années 2000, et les carreaux en céramique blancs biseautés recouvrent les piédroits ainsi que les tympans, tandis que la voûte est peinte en blanc. Les cadres publicitaires sont en céramique blanche et le nom de la station est inscrit en police de caractères Parisine sur plaques émaillées. Les quais sont équipés de bancs en lattes de bois.

### Intermodalité
La station est desservie par les lignes 24, 57 et 91 du réseau de bus RATP et, la nuit, par la ligne N31 du réseau Noctilien.

## À proximité
- Jardin des plantes
- Grande mosquée de Paris
- Hôpital de la Salpêtrière
- Campus de la Pitié-Salpêtrière

## Culture
Une des entrées de la station est visible dans une scène des premiers instants du film La Traversée de Paris de Claude Autant-Lara.